# Schlägerstraße (Stadtbahn di Hannover)
La stazione di Schlägerstraße è una stazione sotterranea della Stadtbahn di Hannover.

## Movimento
La stazione è posta sul tracciato B, ed è servita dalle linee 1, 2 e 8.